# Gare des Lacs
Gare des Lacs vasútállomás Franciaországban, Saint-Aubin-des-Landes településen.

## Vasútvonalak
Az állomást az alábbi vasútvonalak érintik:
- Párizs–Brest-vasútvonal

## Kapcsolódó állomások
A vasútállomáshoz az alábbi állomások vannak a legközelebb:
- Gare de Vitré (Paris Gare Montparnasse, Párizs–Brest-vasútvonal)
- Gare de Châteaubourg (Gare de Brest, Párizs–Brest-vasútvonal)